# Fylogeni
Med ordet fylogeni avses en hypotes om släktskap mellan olika organismer, baserat på organismernas evolutionära släktskapsförhållanden, ofta illustrerad i form av ett fylogenetiskt träd. En fylogeni skapas genom en fylogenetisk analys av karaktärer. Historiskt sett har man använt sig av en organisms yttre morfologi och fysiologiska egenskaper när man har rekonstruerat fylogenier, men i och med molekylärbiologins framsteg och utvecklandet av effektiva sekvenseringsmetoder för DNA har även genetiken blivit viktig för att konstruera hypoteser och förstå den evolutionära utvecklingen.

## Metoder
Det finns olika metoder att ta till hjälp för att utreda släktskapsförhållandena mellan olika organismer. Den metod som blev genombrottet för fylogenetisk systematik brukar kallas för kladistik och grundar sig på idéer som formulerades av den tyske entomologen Willi Hennig på 1950-talet. För stora datamatriser, till exempel från gensekvenser, har ett flertal datorprogram utvecklats för olika typer av analyser. 
Metoder för upprättandet av molekylära fylogenier grundar sig vanligen på en av följande typer:
- Parsimoni – där minst antal karaktärsändringar bäst avspeglar evolutionen.
- Neighbour-joining – där största möjliga likhet bäst avspeglar evolutionen.
- Maximum likelihood – där det träd som har högst sannolikhet för föreliggande data under en vald evolutionsmodell bäst avspeglar evolutionen.
- Bayesiansk analys – som ger sannolikheten för grupper ordnade i släktskapsträd givet data, evolutionsmodell och a priori-sannolikheter.

En annan metod som används av vissa paleontologer är stratokladistik, där man kodar stratigrafiska data i matrisen på samma sätt som man kodar morfologiska data. 
Traditionellt sett har paleontologer byggt sina hypoteser om släktskap på en kombination av data från morfologi och arternas stratigrafiska läge. Dessa metoder kan dock sällan testas eftersom man inte har specificerat de morfologiska karaktärer man använder som grund för sin fylogenetiska hypotes.

## Termer
Termer inom fylogenetisk teori och systematik inkluderar:
- Monofyli – när en grupp består av samtliga avkomlingar efter en gemensam stamfader (eller -moder). Med andra ord omfattar gruppen alla ättlingar till individernas närmaste gemensamma förfader. En monofyletisk grupp kallas ibland för en klad. Inom taxonomin är monofyli idealet, till exempel däggdjur.
- Parafyli – när en grupp innehåller vissa men inte alla ättlingar till individernas närmast gemensamma stamfader. Inom taxonomin är parafyli ett nödvändigt ont, till exempel kräldjur.
- Polyfyli – när en grupps medlemmar inte har en nära, gemensam stamfader. Inom taxonomin är polyfyli oacceptabelt, till exempel flygande djur.
- Systergrupper – två klader vilka är närmast släkt med varandra (alltså två var för sig monofyletiska klader som uppkommit ur samma stamfader).
- Synapomorfi – betecknar en karaktär vilken definierar en monofyletisk grupp (till exempel fjädrar, som ju (idag) bara förekommer hos fåglar).
- Autapomorfi – används för att beskriva en avledd egenskap som endast återfinns hos en organismgrupp.

Den systematiska klassificeringen av organismer baseras i modern forskning i regel på resultatet av en fylogenetisk analys.

Grupperingar inom fylogenetisk teori
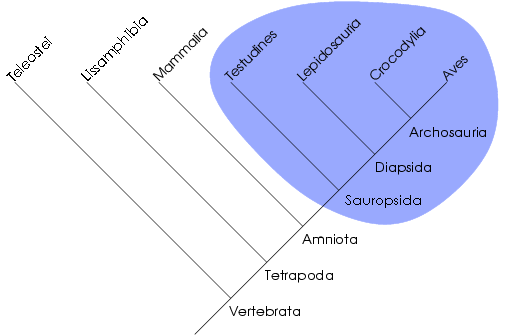
Monofyletisk grupp
Parafyletisk grupp
Polyfyletisk grupp